# 伊豆仁田駅
伊豆仁田駅（いずにったえき）は、静岡県田方郡函南町仁田にある、伊豆箱根鉄道駿豆線の駅である。駅番号はIS06。

## 歴史
伊豆仁田駅が開業するまでは、三島に行くには大場駅まで歩かなければならなかった。また、この付近にあった郡立田方農林学校の生徒は原木駅又は大場駅で下車しなければならなかった。駿豆電気鉄道株式会社の発起人であり、郡立田方農林学校の校長でもあった仁田大八郎が自分の所有地を提供して駅の開業にこぎ着けたのである。
伊豆仁田駅開業に伴って、駅構内で長島鶴吉、田口金太郎、三田三吉らが人力車の営業開始、今井重作が駅前に運送業を開業、その他、石井は宿直兼食堂を、宮内は駄菓子屋、井村が雑貨屋、杉森が理髪店、山本は伊豆銀行の代理店を開業し、駅前商店街を形成した。

### 年表
- 1922年（大正11年）7月1日：開業[1]。
- 1937年（昭和12年）：東海自動車が、函南駅 - 平井 - 仁田 - 塚本間に路線バスの営業運行開始。
- 1941年（昭和16年）：東海自動車が上記、路線バスを廃止。
- 1993年（平成5年）4月21日：伊豆仁田駅全面改築工事完成。
- 2020年（令和2年）3月29日：駅係員の配置時間が7時から8時30分のみに短縮され、それ以外の時間帯は原則として不在となる(去る2月28日から3月26日まで自動改札機の設置工事を行い、完成後に実施)[2]。

## 駅構造
相対式ホーム2面2線を有する地上駅。駅舎は1番線ホームに面しており、2番線ホームとのアクセスには構内踏切を使用する。
列車接近時には接近表示機からメロディーが流れ、国鉄型（永楽初期タイプ）の自動接近放送がなる。構内踏切は線内で唯一、電鈴式（金属ベル）の音源が使用されていたが、現在では電子音の警報機に更新されている。
自動券売機・自動改札機設置駅。大場駅につながるインターホンが窓口に設置されている。

### のりば
| 番線 | 路線   | 方向 | 行先       | 備考 |
| ---- | ------ | ---- | ---------- | ---- |
| 1    | 駿豆線 | 下り | 修善寺方面 |      |
| 1    | 駿豆線 | 上り | 三島方面   |      |
| 2    | 駿豆線 | 上り | 三島方面   |      |

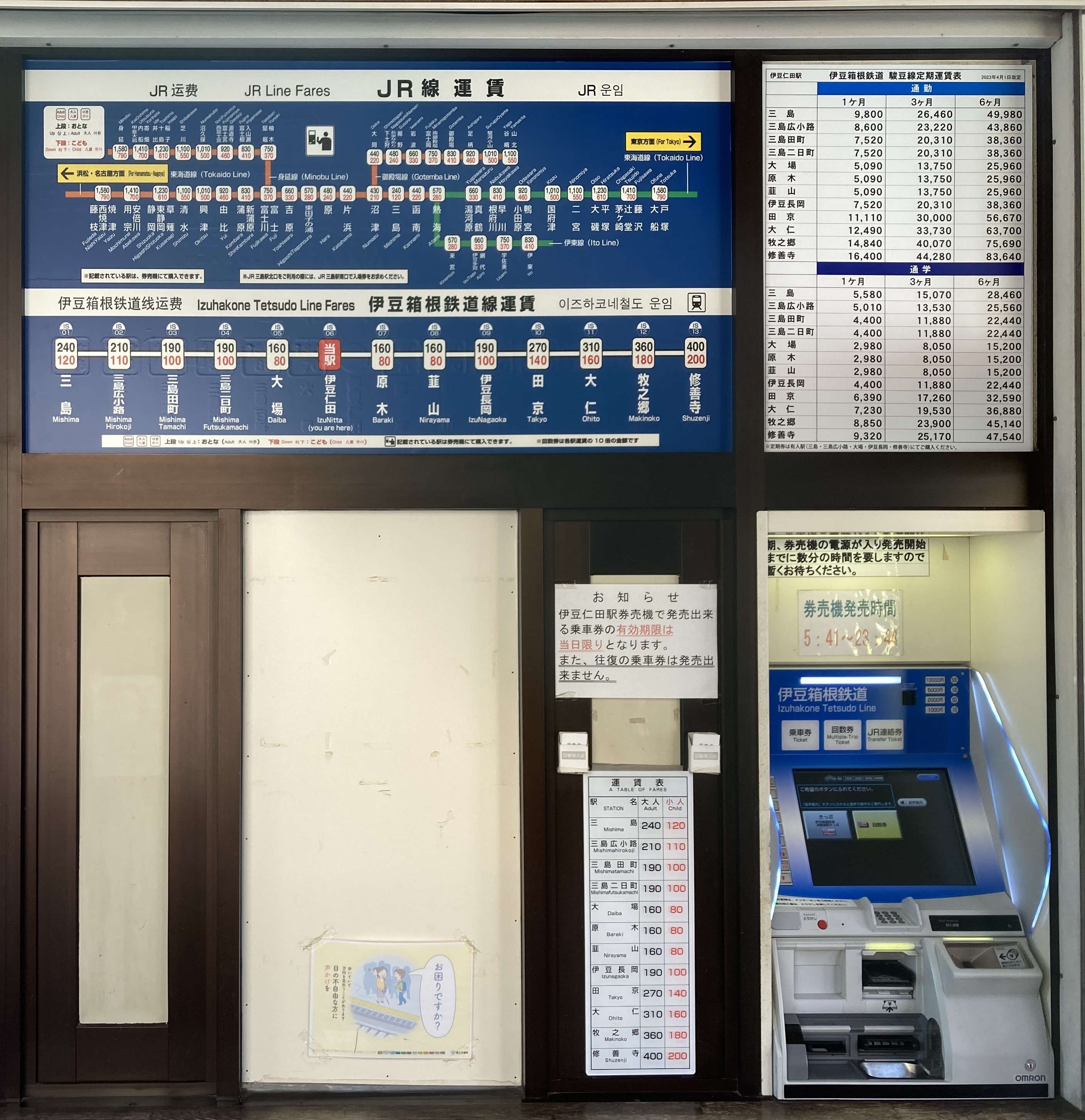
自動券売機（2023年4月）
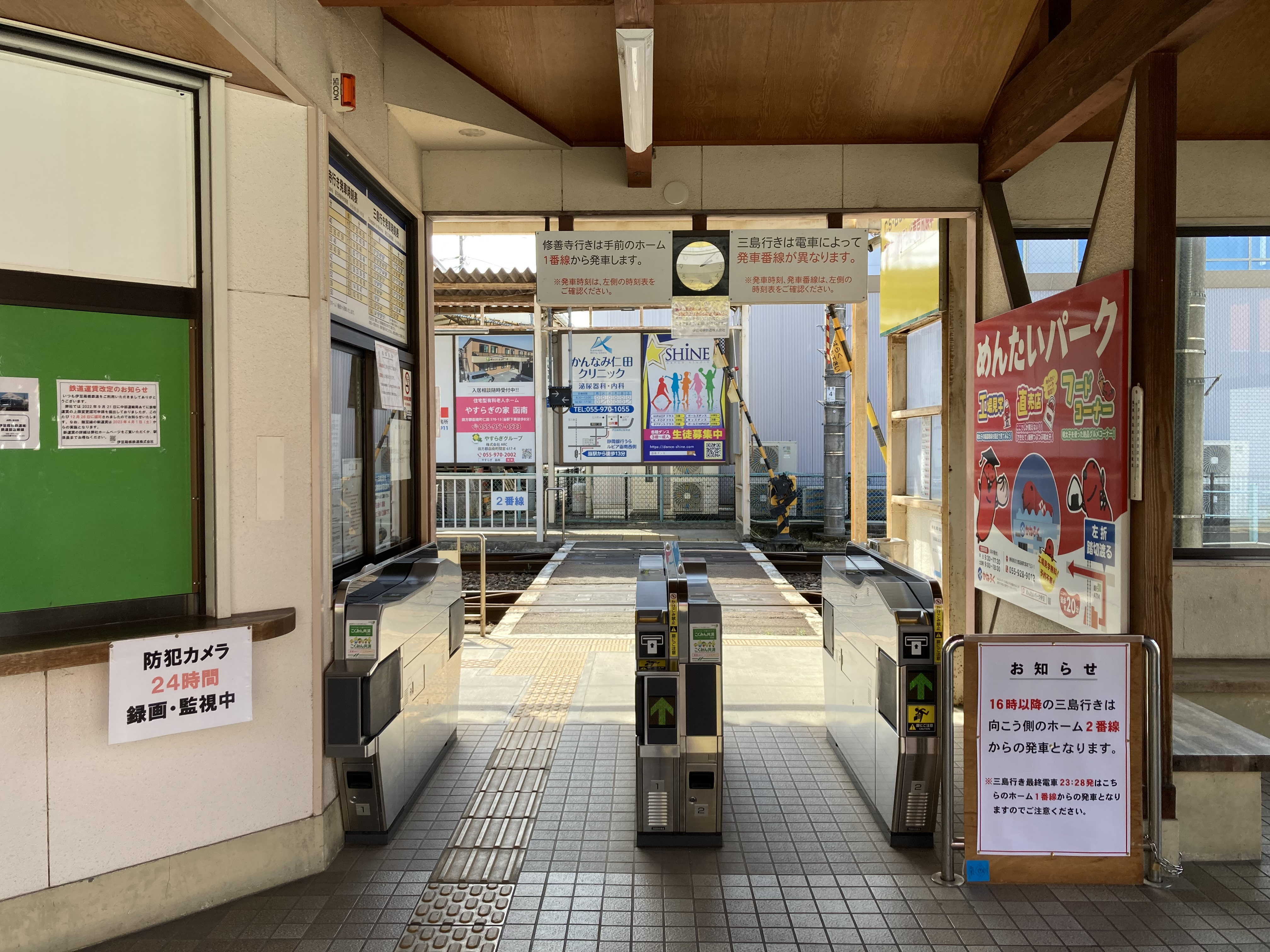
改札口（2023年4月）
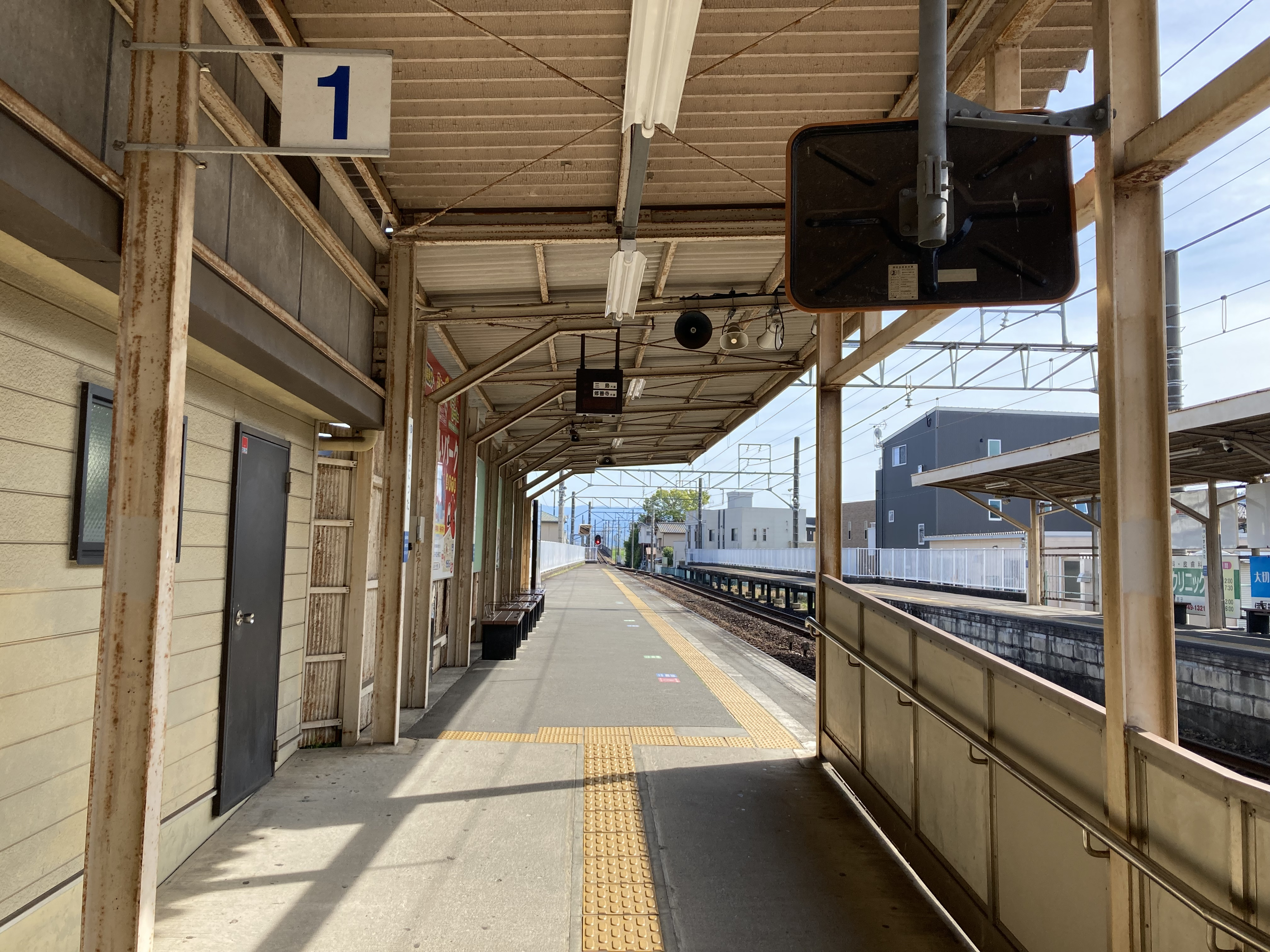
1番線ホーム（2023年4月）
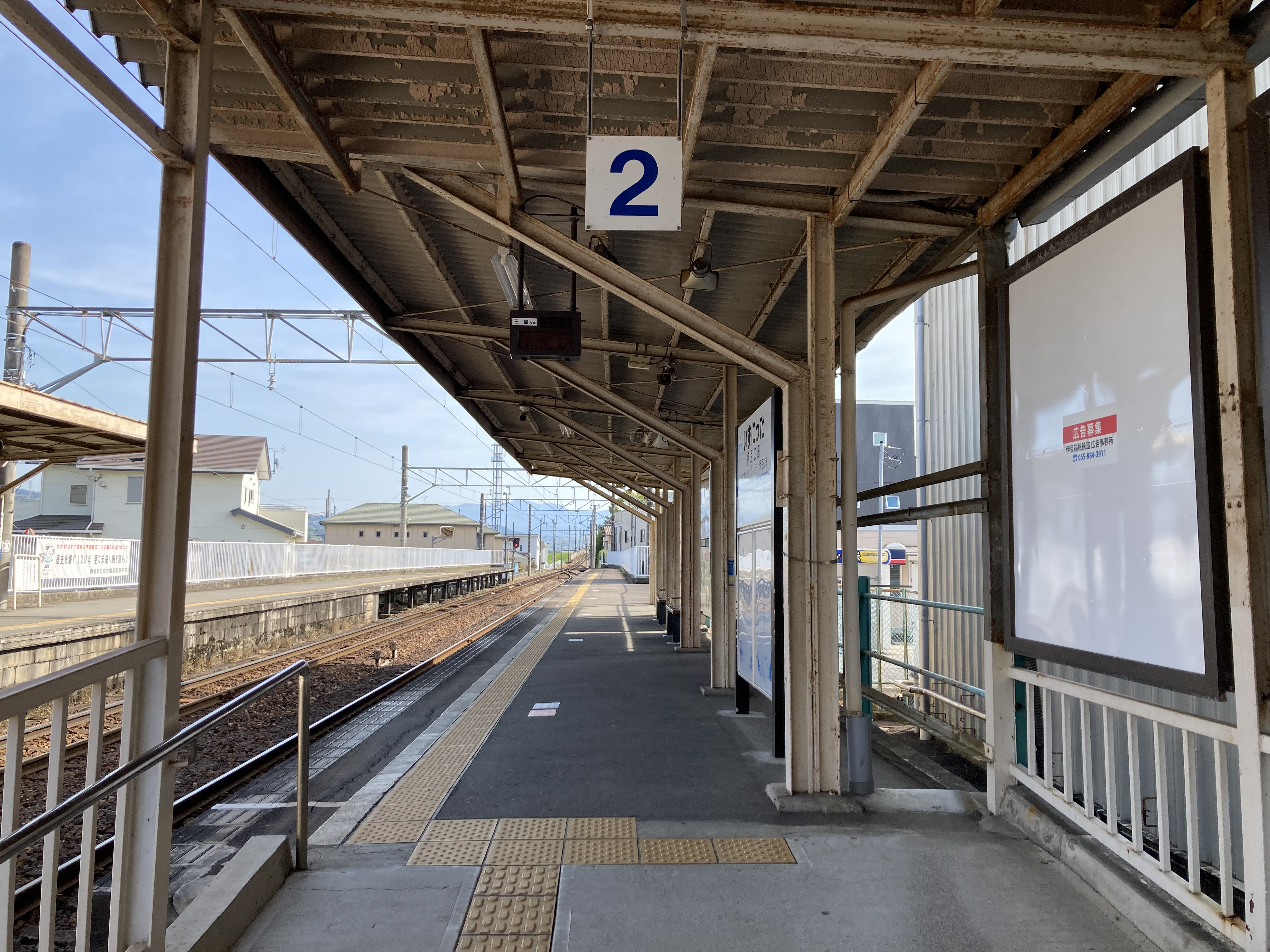
2番線ホーム（2023年4月）
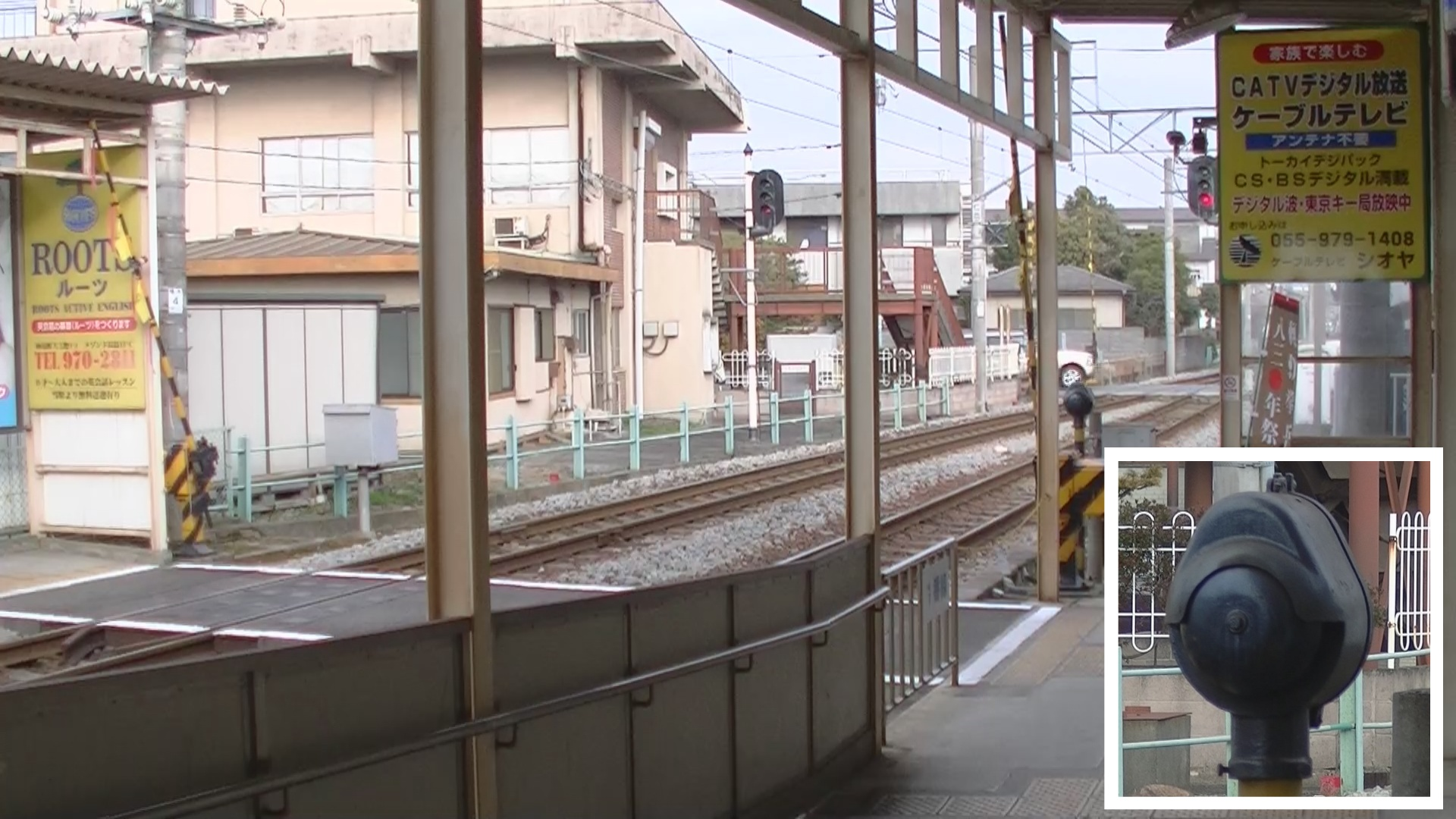
構内踏切と電鈴式警音器（2012年2月）

## 利用状況
- 2020年（令和2年）度の1日平均乗車人員は1,290人である。

近年の1日平均乗車人員の推移は以下の通りである。
| 年度               | 1日平均 乗車人員 | 出典     |
| ------------------ | ---------------- | -------- |
| 1993年（平成05年） | 1,866            | [ * 1 ]  |
| 1994年（平成06年） | 1,861            | [ * 2 ]  |
| 1995年（平成07年） | 1,814            | [ * 3 ]  |
| 1996年（平成08年） | 1,871            | [ * 4 ]  |
| 1997年（平成09年） | 1,812            | [ * 5 ]  |
| 1998年（平成10年） | 1,753            | [ * 6 ]  |
| 1999年（平成11年） | 1,739            | [ * 7 ]  |
| 2000年（平成12年） | 1,726            | [ * 8 ]  |
| 2001年（平成13年） | 1,699            | [ * 9 ]  |
| 2002年（平成14年） | 1,695            | [ * 10 ] |
| 2003年（平成15年） | 1,695            | [ * 11 ] |
| 2004年（平成16年） | 1,666            | [ * 12 ] |
| 2005年（平成17年） | 1,659            | [ * 13 ] |
| 2006年（平成18年） | 1,684            | [ * 14 ] |
| 2007年（平成19年） | 1,716            | [ * 15 ] |
| 2008年（平成20年） | 1,731            | [ * 16 ] |
| 2009年（平成21年） | 1,668            | [ * 17 ] |
| 2010年（平成22年） | 1,664            | [ * 18 ] |
| 2011年（平成23年） | 1,637            | [ * 19 ] |
| 2012年（平成24年） | 1,672            | [ * 20 ] |
| 2013年（平成25年） | 1,665            | [ * 21 ] |
| 2014年（平成26年） | 1,609            | [ * 22 ] |
| 2015年（平成27年） | 1,664            | [ * 23 ] |
| 2016年（平成28年） | 1,653            | [ * 24 ] |
| 2017年（平成29年） | 1,650            | [ * 25 ] |
| 2018年（平成30年） | 1,619            | [ * 26 ] |
| 2019年（令和元年） | 1,606            | [ * 27 ] |
| 2020年（令和02年） | 1,290            | [ * 28 ] |

## 駅周辺
駅付近は住宅地となっているが、駅北東には農業高校がある。駅西側には商業施設が点在するが、田園が残っている所もある。
- 静岡県立田方農業高等学校
- 函南町立函南中学校
- 函南町立函南小学校
- 函南町立西部保育園
- 伊豆仁田駅前郵便局
- T.D.S.田方自動車学校
- 正福山慶音寺
- 仁田さくら公園 - 街区公園[3]。周辺住民の憩いの場であり、ソメイヨシノが34本植えられている[3]。
- 国道136号
- 静岡県道11号熱海函南線
- 静岡県道138号御園伊豆仁田停車場線
- 函南町拠点循環バス「伊豆仁田駅」停留所
- 来光川
- 柿沢川

## 隣の駅
伊豆箱根鉄道
 駿豆線
大場駅 (IS05) - 伊豆仁田駅 (IS06) - 原木駅 (IS07)

### 記事本文
1. 1 2  「地方鉄道停留所設置」『官報』1922年7月11日（国立国会図書館デジタルコレクション）
2. ↑  駿豆線における駅係員配置時間帯の見直しについて (PDF)  - 伊豆箱根鉄道、2020年2月1日。
3. 1 2  “仁田さくら公園”.   函南町 (2018年10月4日). 2023年3月21日時点のオリジナルよりアーカイブ。2023年3月25日閲覧。

### 利用状況
静岡県統計年鑑
1. ↑  静岡県統計年鑑1993（平成5年） (PDF)
2. ↑  静岡県統計年鑑1994（平成6年） (PDF)
3. ↑  静岡県統計年鑑1995（平成7年） (PDF)
4. ↑  静岡県統計年鑑1996（平成8年） (PDF)
5. ↑  静岡県統計年鑑1997（平成9年） (PDF)
6. ↑  静岡県統計年鑑1998（平成10年） (PDF)
7. ↑  静岡県統計年鑑1999（平成11年） (PDF)
8. ↑  静岡県統計年鑑2000（平成12年） (PDF)
9. ↑  静岡県統計年鑑2001（平成13年） (PDF)
10. ↑  静岡県統計年鑑2002（平成14年） (PDF)
11. ↑  静岡県統計年鑑2003（平成15年） (PDF)
12. ↑  静岡県統計年鑑2004（平成16年） (PDF)
13. ↑  静岡県統計年鑑2005（平成17年） (PDF)
14. ↑  静岡県統計年鑑2006（平成18年） (PDF)
15. ↑  静岡県統計年鑑2007（平成19年） (PDF)
16. ↑  静岡県統計年鑑2008（平成20年） (PDF)
17. ↑  静岡県統計年鑑2009（平成21年） (PDF)
18. ↑  静岡県統計年鑑2010（平成22年） (PDF)
19. ↑  静岡県統計年鑑2011（平成23年） (PDF)
20. ↑  静岡県統計年鑑2012（平成24年） (PDF)
21. ↑  静岡県統計年鑑2013（平成25年） (PDF)
22. ↑  静岡県統計年鑑2014（平成26年） (PDF)
23. ↑  静岡県統計年鑑2015（平成27年） (PDF)
24. ↑  静岡県統計年鑑2016（平成28年） (PDF)
25. ↑  静岡県統計年鑑2017（平成29年） (PDF)
26. ↑  静岡県統計年鑑2018（平成30年） (PDF)
27. ↑  静岡県統計年鑑2019（令和元年） (PDF)
28. ↑  静岡県統計年鑑2020（令和2年） (PDF)